# Dieter Wünsch (Maschinenbauer)
Dieter Wünsch (* 27. Juli 1935 in Berlin) ist ein deutscher Ingenieur und emeritierter Hochschullehrer.

## Leben
Nach dem Abitur studierte er Maschinenbau. 1971 promovierte er mit einer Arbeit über Untersuchungen zur Beanspruchung von Antriebswellen in Kranhubwerken unter besonderer Berücksichtigung der Motorkupplungen. 1972 wurde Wünsch Professor an der TU Berlin und 1974 geschäftsführender Direktor des dortigen Instituts für Fördertechnik und Getriebetechnik. 1977 folgte er dem Ruf zur Professur für Konstruktionslehre an der Gerhard-Mercator-Universität Duisburg.
Wünsch beschäftigte sich in seinen Forschungen u. a. mit dem Einsatz der Simulation bei Betriebsfestigkeitsmaßnahmen.
2000 wurde unter seiner Leitung die El-Ferdan-Brücke, die größte Drehbrücke der Welt, über den Suezkanal berechnet. Es ging hierbei vor allem darum, die elektromechanischen Antriebssysteme für die extremen Anforderungen des Drehbrückenbetriebs auszulegen.
Sein Nachfolger ab dem 1. Januar 2001 war Johannes Wortberg.

## Publikationen (Auswahl)
(Quelle: Institut für Produkt Engineering)
- Untersuchungen zur Beanspruchung von Antriebswellen in Kranhubwerken unter besonderer Berücksichtigung der Motorkupplungen. Diss., Techn. Univ. Berlin (West), Fachbereich f. Konstruktion u. Fertigung. 1971 (d-nb.info).
- Mit M. Holtmann: Standardisierte Prüfverfahren zur Qualitätssicherung von Elastomeren in nachgiebigen Verbindungen. In: Informationstagung der Forschungsvereinigung Antriebstechnik, Würzburg, 3./4. November 1998.
- Mit I. Kröhnert: Lagerkräfte an einem Zweifreiheitsgradgelenk. In: Antriebstechnik Nr. 4, 2000, Seite 52–56.
- Mit F. Stopa: Ein altes Gelenk mit innovativem Verwendungszweck. In: Fördern und Heben Nr. 3, 2000, Seite 153–154.
- Mit M. Angenheister, R. Hoppe: Entwicklung funktionsgerechter Gelenke für hydraulische Handhabungssysteme. In: Workshop Sonderforschungsbereich 291 - Förder- und Handhabungstechnik für große Reichweiten im Bauwesen, Duisburg 10. Mai 2001.
- Mit M. Holtmann: Standardisierte Prüfverfahren zur Qualitätssicherung von Elastomeren in nachgiebigen Verbindungen. In: Forschungsheft 641 der Forschungsvereinigung Antriebstechnik, Frankfurt 2002.